# Otto Schily
Otto Georg Schily (født 20. juli 1932 i Bochum) er en tysk jurist og politiker, der repræsenterer SPD. Fra 1998 til 2005 var han landets indenrigsminister.
Schily voksede op i Bochum og fra efterkrigstiden i Garmisch-Partenkirchen. Han studerede jura og statskundskab i München, Hamburg og Berlin. Han tog juridisk embedseksamen i 1962 og åbnede egen advokatpraksis i 1963.
I 1970'erne blev han kendt som forsvarer for flere terrorister fra Rote Armee Fraktion, bl.a. repræsenterede han terroristadvokat Horst Mahler i 1971. Under Stammheim-retssagen 1975-1977 var han advokat for Gudrun Ensslin. Han tvivlede på det kollektive selvmord, som Ensslin, Andreas Baader og Jan-Carl Raspe skulle have begået natten mellem 18. og 19. oktober 1977 og anså i stedet staten for at være skyld i deres død. Schilly deltog ved obduktionen af dem. Han har flere gange under sin politiske karriere måttet svare på beskyldninger om, at han sympatiserede med RAF.
Han allerede under studietiden politisk vakt og stod nær det socialistiske SDS. I denne periode lærte han Rudi Dutschke og Horst Mahler at kende. Han skiftede standpunkt og meldte sig i 1980 ind i Bündnis 90/Die Grünen, som han repræsenterede i Forbundsdagen fra 1983. Han måtte forlade parlamentet i 1986, men blev valgt igen i 1987. Uenigheder mellem Schily og den mest venstreorienterede del af Die Grünen betød, at han meldte sig ud af partiet i 1989 og blev medlem af SPD. Han blev valgt til Forbundsdagen for SPD i 1990 og beskæftigede sig i de følgende år bl.a. med genopbygningen af det tidligere DDR, ligesom han var partiets ordfører på en række retspolitiske områder.
Da Gerhard Schröder i 1998 blev kansler, blev Schily udnævnt til indenrigsminister og sad til Schröder gik af i 2005. Hans embede var udsat for voldsom kritik fra venstrefløjen for at føre en stærkt konservativ og højreorienteret politik. Kritikken gik bl.a. på, at Schily fik gennemført antiterrorlovgivning, der gav flere beføjelser til politiet og efterretningstjenesterne samt at han strammede udlændingepolitikken, særligt efter 11. september 2001. Nogle hævdede, at hans politik som minister stod i stærk modsætning til de synspunkter, han tidligere forfægtede. Han var et vigtigt medlem af regeringen, idet han forhindrede, at kansleren blev udsat for alt for stærk kritik fra CDU/CSU på temaer som kriminalitet og indvandring. Han forsøgte i 2001 at få forbudt det højreekstremistiske parti NPD, men hans forslag blev ikke godkendt af Bundesverfassungsgericht.